# 达顿 (阿拉巴马州)
达顿（英文：Dutton），是美国阿拉巴马州下属的一座城市。面积约为0.86平方英里（约合2.24平方公里）。根据2010年美国人口普查，该市有人口315人，人口密度为364.58/平方英里（约合140.63/平方公里）。